# Live in Atlanta
Live in Atlanta è un extended play live della rock band statunitense Train. È stato registrato al The Tabernacle, ad Atlanta, in Georgia, il 31 luglio 2003. È stato distribuito la stessa notte al pubblico presente al concerto. L'EP fu poi confezionato presso i migliori rivenditori degli Stati Uniti con l'album del 2003 My Private Nation, come un disco bonus a edizione limitata.

## Tracce
1. (Medley) – 7:20 – cover dei Led Zeppelin e dei Lou Reed
2. Dream On – 4:12 – cover degli Aerosmith
3. My Private Nation – 3:55
4. When I Look to the Sky – 4:24 – versione acustica